# Hiéroglyphe égyptien N20
La grande langue de terre en hiéroglyphes égyptiens, est classifiée dans la section N « Ciel, terre, eau » de la liste de Gardiner ; cet hiéroglyphe y est noté N20.

## Représentation
Il représente une alluvion, une langue de terre allongée. Il est translittéré wḏb.

## Utilisation
| 1 | V24 | b | N20 · N23 · Z1 | 2 | V25 | b | N20 · Z2 |

| 1 | V24 | b | N20 · N23 · Z1 | 2 | V25 | b | N20 · Z2 |

| N20 | b | F46 |

| N20 | b | F46 |

revenir, etc. ».
| W4 | s | d · N20 | O23 |

| W4 | s | d · N20 | O23 |